# Mäggisserehore
Mäggisserehore är en bergstopp i Schweiz.   Den ligger i distriktet Frutigen-Niedersimmental och kantonen Bern, i den centrala delen av landet, 40 km söder om huvudstaden Bern. Toppen på Mäggisserehore är 2 347 meter över havet, eller 134 meter över den omgivande terrängen. Bredden vid basen är 0,67 km.
Terrängen runt Mäggisserehore är huvudsakligen bergig. Närmaste större samhälle är Thun, 17,2 km norr om Mäggisserehore. 
I omgivningarna runt Mäggisserehore växer i huvudsak blandskog. Runt Mäggisserehore är det ganska tätbefolkat, med 72 invånare per kvadratkilometer.